# 최성우 (장기 기사)
최성우(崔星愚, 1949년 ~ )는 대한민국 프로 장기 기사이다. 치밀하고 꼼꼼한 수비력을 바탕으로 중반전 운영을 서서히 시도하는 완만한 기풍의 소유자다. 과거에 TV 속기 대국을 대비하여 새로운 후수 귀마 포진을 선보인 적이 있는데 (귀마 정형 중앙병 좌포진), 이 포진으로 1989년에 KBS 장기 최고수전에서 우승을 하면서 엄청난 유행을 하여 현재는 정상급 프로들이 즐겨 두는 귀마 포진이 되었다.

## 약력
경기도 안성 출신이다.
- 1974년 프로 입단
- 1985년 제3회 KBS 장기 최고수전 준우승
- 1989년 제7회 KBS 장기 최고수전 우승
- 1991년 제3회 주간경향배 패왕전 준우승
- 1997년 제2회 국수전 준우승